# Tạ Khả Dần
Tạ Khả Dần (chữ Hán: 谢可寅, phiên âm: Xie Keyin, tên tiếng Anh: Shaking Chloe, sinh ngày 04 tháng 01 năm 1997 tại Thành Đô, Tứ Xuyên, Trung Quốc) là một diễn viên, ca sĩ, rapper, nhạc sĩ người Trung Quốc; là cựu thành viên của nhóm nhạc nữ dự án THE9 được thành lập từ show sống còn Thanh xuân có bạn (mùa 2) do kênh truyền hình IQiyi sản xuất; đồng thời cũng là cựu thành viên nhóm nhạc LEGAL HIGH.

## Tiểu sử
Năm 2015, Tạ Khả Dần đậu vào Học viện nghệ thuật Nam Kinh với số điểm đầu vào xuất sắc, sau đó cũng tốt nghiệp với thành tích đứng thứ nhất. Thời sinh viên, Tạ Khả Dần từng đi làm giáo viên dạy diễn xuất, giáo viên tiếng Anh tại trường Ngoại ngữ Bắc Kinh Tân Đông Phương Dương Châu. Cô cũng từng đạt được giải thưởng của Học viện Biểu diễn Nghệ thuật Trung Quốc nhờ vào vở kịch tốt nghiệp "Phố nhỏ Tiểu Tỉnh" khóa 2014. Tháng 4 năm 2017, cô đổi tên khai sinh từ "Tạ Tuyết" thành tên hiện tại.

## Sự nghiệp
Năm 2016, Tạ Khả Dần tham gia chương trình Girls Fighting nhưng bị loại.
Năm 2018, cô tiếp tục tham gia chương trình Trạm Kế Tiếp Truyền Kỳ và thành công trở thành 1 trong 6 người chiến thắng cuối cùng, ra mắt với nhóm nhạc LEGAL HIGH vào tháng 2/2019
Cuối năm 2019, Tạ Khả Dần ra mắt với tư cách nghệ sĩ solo với đĩa đơn đầu tay NEVER SAY DIE phát hành vào tháng 10/2019.
Đầu năm 2020, Tạ Khả Dần quay trở lại tham gia chương trình sống còn lựa chọn nhóm nhạc nữ thần tượng mới của kênh truyền hình IQiyi mang tên Youth With You 2 (Thanh xuân có bạn 2) với tư cách thực tập sinh công ty Gia Nạp Thịnh Thế (JNERA Cultural Media).
Ngay từ tập xếp lớp đầu tiên, Tạ Khả Dần đã nhận được sự công nhận của bốn vị huấn luyện viên và gây chú ý nhờ màn biểu diễn "cởi mặt nạ" gây sốt. Ở vòng công diễn đầu, cô đã xuất sắc giành được 401 phiếu bầu của khán giả, trở thành thực tập sinh có số phiếu cao nhất tại trường quay. Trong vòng xếp lớp thứ hai sau khi luyện tập ca khúc chủ đề, Tạ Khả Dần cũng chứng minh được năng lực của mình và được toàn bộ dàn huấn luyện viên công nhận, thăng lớp cho cô từ B lên A.
Trong chương trình, Tạ Khả Dần luôn bộc lộ được năng lực ổn định về cả nhảy, hát, rap, khả năng học hỏi nhanh và làm chủ sân khấu; cùng với đó là tính cách hài hước, hòa đồng, tinh thần đồng đội cao, luôn giúp đỡ các thực tập sinh khác.
Nhờ sự biểu hiện ổn định và được ủng hộ đông đảo, Tạ Khả Dần luôn có mặt trong top 9 trong suốt những lần công bố thứ hạng và thành công ra mắt cùng nhóm nhạc nữ THE9 vào ngày 30/05/2020 với vị trí thứ 5.
Cuối năm 2020, Tạ Khả Dần tham gia chương trình Tôi là diễn viên mùa 3 của kênh truyền hình Chiết Giang. Nhờ vào năng lực diễn xuất cùng thái độ chăm chỉ cầu tiến, cô đã nhận được rất nhiều những lời khen ngợi và sự công nhận đến từ các vị giám khảo, đạo diễn, tiền bối trong chương trình, trở thành 1 trong 9 người trên tổng số 33 diễn viên tham gia chương trình lọt vào vòng chung kết và giành được giải thưởng Ngôi sao tiềm năng.
Ngày 31/3/2021, khai máy bộ phim đầu tay trong sự nghiệp diễn xuất Con Thân Yêu của đạo diễn, biên kịch nổi tiếng Hồ Khôn. Bộ phim thuộc thể loại chính kịch, tình cảm gia đình, được cải biên lại từ phim điện ảnh In Love We Trust. Với bộ phim đầu tay này, Tạ Khả Dần đã có cơ hội được hợp tác cùng với các tiền bối có thực lực trong ngành: Tần Hạo, Nhậm Tố Tịch, Nhiếp Viễn.
Ngày 12/09/2021, Tạ Khả Dần vào đoàn quay bộ phim điện ảnh đầu tay Trở thành người chiến thắng cùng các tiền bối Lý Thần, Lư Tịnh San,... Bộ phim có sự giám chế của đạo diễn nổi tiếng Từ Tranh.
Ngày 5/12/2021, nhóm nhạc nữ THE9 tan rã, cô chính thức trở thành diễn viên, ca sĩ, rapper, nhạc sĩ hoạt động dưới tư cách cá nhân.
Ngày 30/09/2022, Tạ Khả Dần chính thức mở livehouse cá nhân đầu tiên trong sự nghiệp Now Or Never tại Quảng Châu.
Cuối tháng 5/2023, Tạ Khả Dần rời công ty Gia Nạp Thịnh Thế, chính thức thành lập phòng làm việc cá nhân.
Ngày 31/05/2023, Tạ Khả Dần tham gia diễn xuất với vai diễn thứ ba trong bộ phim Mê cung tuyết thuộc thể loại chính kịch, hình sự dưới sự giám chế của Trương Nghệ Mưu và đạo diễn Lữ Hành.
Ngày 17/09/2023, khai máy bộ phim cổ trang đầu tiên trong sự nghiệp với vai diễn Thôi Thập Cửu trong dự án kiếm hiệp cổ đại cấp S+ của Youku Rèm Ngọc Châu Sa. 
Ngày 01/03/2024, Tạ Khả Dần đảm nhiệm vai nữ chính đầu tay trong bộ phim điện ảnh Hắc Cẩu thuộc thể loại gia đình, tình thân. Đây là vai diễn khá nặng đô khi cô hoá thân thành một bệnh nhân mắc chứng rối loạn lưỡng cực nặng, một cô nhóc ngổ ngáo trong một gia đình đơn thân, có trái tim mong manh nhạy cảm nhưng lại vô cùng tốt bụng. 

## Âm nhạc

### Sáng tác
| Năm  | Bài hát                                                     | Soạn nhạc | Viết lời | Ghi chú 1    | Ghi chú 2                                                          |
| 2019 | NEVER SAY DIE                                               | Yes       | Yes      |              | Đĩa đơn: Bài hát chủ đề của Giải bóng rổ trẻ quốc gia YBU năm 2019 |
| 2020 | SphinX 《斯芬克斯》                                         | No        | Yes      | Viết lời rap | EP SphinX của THE9                                                 |
| 2020 | Not Me                                                      | No        | Yes      | Viết lời rap | EP SphinX của THE9                                                 |
| 2020 | Promise (bản của THE9)                                      | No        | Yes      | Viết lời rap | Phần trình diễn ở tập đầu tiên của Let's Party                     |
| 2020 | Kể Chuyện Tiếu Lâm 《讲个笑话)                              | No        | Yes      | Viết lời rap | Hợp tác cùng Uông Tô Lang trong album Đại Ngu Nhạc Gia             |
| 2020 | August                                                      | Yes       | Yes      |              | Phúc lợi 5,2 triệu lượt theo dõi trên Weibo                        |
| 2020 | Câu chuyện ở thị trấn 《小城故事》                          | No        | Yes      | Viết lời rap | Bài hát kết thúc của My People, My Homeland                        |
| 2020 | Đôi Cánh 《翅膀》                                           | No        | Yes      | Viết lời rap | OST Tạm Biệt Nhé! Tuổi Thanh Xuân                                  |
| 2020 | COMET                                                       | No        | Yes      |              | Ca khúc solo của cô trong album MatriX của THE9                    |
| 2020 | GWALLA                                                      | No        | Yes      |              | Ca khúc solo của Ngu Thư Hân trong album MatriX của THE9           |
| 2021 | Black Cupid                                                 | No        | Yes      |              | Đĩa đơn                                                            |
| 2022 | Một người kì quái hát một bài kì quái《奇怪的人唱奇怪的歌》 |           |          |              | Đĩa đơn                                                            |
| 2023 | Gọi chị đi《叫姐姐》                                        |           |          |              | Đĩa đơn                                                            |
| 2023 | 109                                                         |           |          |              | Đĩa đơn                                                            |
| 2023 | Trò chơi không trọng lượng《失重游戏》                      |           |          |              | Đĩa đơn                                                            |

### Đĩa mở rộng
| Ngày phát hành | Tên      | Danh sách bài hát                                                | Ghi chú |
| 04/11/2024     | Flamingo | - Fireman - No Fake Love - Fly Away《飞》 - She❤️Her《可爱女孩》 |         |

### Đĩa đơn
| Tên                                                                 | Năm  | Ghi chú 1 | Ghi chú 2            |
| Hát chính                                                           |      | |                      |
| Shaking Non-stop                                                    | 2018 | Bài hát rap tự sáng tác đầu tay, biểu diễn trong chương trình sống còn "Trạm kế tiếp truyền kì"                     | Viết lời             |
| NEVER SAY DIE                                                       | 2019 | Bài hát chủ đề của Giải bóng rổ trẻ quốc gia YBU năm 2019                                                           | Soạn nhạc + Viết lời |
| Tạ Khả Dần đường đường chính chính thẳng thắn vô tư hùng hùng hổ hổ | 2020 | Bài hát tự sáng tác biểu diễn tại vòng xếp lớp đầu tiên trong chương trình sống còn Thanh xuân có bạn (mùa 2)       | Soạn nhạc + Viết lời |
| 109                                                                 | 2020 | Bài hát tự sáng tác dành tặng 109 thực tập sinh trong chương trình sống còn Thanh xuân có bạn (mùa 2)               | Viết lời             |
| August                                                              | 2020 | Ca khúc tự sáng tác dành tặng người hâm mộ vào tháng 8/2020 sau hoạt động chuyển super topic trên Weibo             | Viết lời             |
| Comet                                                               | 2020 | Ca khúc solo trong full album đầu tay MatriX của THE9                                                               | Viết lời             |
| Black Cupid                                                         | 2021 | Ca khúc solo nằm trong dự án đặc biệt của Tencent Music Entertainment "Giải thưởng mới" "Ngày lễ tình nhân hôm nay" | Viết lời             |
| Hợp tác                                                             |      | |                      |
| Kể Chuyện Tiếu Lâm                                                  | 2020 | Cùng Uông Tô Lang trong album Đại Ngu Nhạc Gia                                                                      | Viết lời rap         |

### Sân khấu
| Năm  | Tên bài hát                        | Đêm hội                                              | Ghi chú                                                    |
| ---- | ---------------------------------- | ---------------------------------------------------- | ---------------------------------------------------------- |
| 2020 | Yes! OK!                           | Tmall 618                                            | Sân khấu đầu tiên sau khi ra mắt cùng THE9                 |
| 2020 | Yes! OK!                           | TOP - Thời khắc vinh quang đài CCTV3                 | Biểu diễn cùng THE9                                        |
| 2020 | Yes! OK!                           | Đêm hội Vanke                                        | Biểu diễn cùng Hứa Giai Kỳ                                 |
| 2020 | Hunt                               | Tmall 618                                            | Sân khấu đầu tiên sau khi ra mắt cùng THE9                 |
| 2020 | SphinX                             | Super Show 818                                       | Biểu diễn cùng THE9                                        |
| 2020 | Happy Camp                         |                                                      | Biểu diễn cùng THE9                                        |
| 2020 | Đêm hội Douyin                     |                                                      | Biểu diễn cùng THE9                                        |
| 2020 | Đêm hội Song Thập Nhất 11.11       |                                                      | Biểu diễn cùng THE9                                        |
| 2020 | Not me                             | Baidu 919 Festival                                   | Biểu diễn cùng THE9                                        |
| 2020 |                                    | Đêm hội đặc sắc Iqiyi                                | Biểu diễn cùng THE9                                        |
| 2020 | Promise                            | Đêm hội Song Thập Nhất 11.11                         | Biểu diễn cùng THE9                                        |
| 2020 | Mình dùng hết sức chạy về phía cậu | Đêm hội Song Thập Nhất 11.11                         | Sân khấu cover cùng THE9                                   |
| 2020 | Không tiếp                         | Đêm hội Vanke                                        | Biểu diễn cùng Hứa Giai Kỳ                                 |
| 2021 | Không muốn trưởng thành            | Concert mừng năm mới đài Giang Tô                    | Sân khấu solo                                              |
| 2021 | Dumb Dumb Bomb                     | Concert mừng năm mới đài Giang Tô                    | Biểu diễn cùng THE9                                        |
| 2021 | Dumb Dumb Bomb                     | Xuân Vãn đài Đông Phương                             | Biểu diễn cùng THE9                                        |
| 2021 | Dumb Dumb Bomb                     | Đêm hội Gào thét Iqiyi                               | Biểu diễn cùng THE9                                        |
| 2021 | Dumb Dumb Bomb                     | Thanh xuân có bạn 3                                  | Biểu diễn cùng THE9                                        |
| 2021 | Dumb Dumb Bomb                     | Concert online X-City                                | Biểu diễn cùng THE9                                        |
| 2021 | SphinX                             | Đêm hội Gào thét Iqiyi                               | Biểu diễn cùng THE9                                        |
| 2021 | Concert online X-City              |                                                      | Biểu diễn cùng THE9                                        |
| 2021 | Cát Tường Tam Bảo                  | Gala Hỉ Kịch Xuân Vãn Chiết Giang                    | Sân khấu solo cover                                        |
| 2021 | Promise                            | Gala Hỉ Kịch Xuân Vãn Chiết Giang                    | Biểu diễn cùng THE9                                        |
| 2021 |                                    | Concert online X-City                                | Biểu diễn cùng THE9                                        |
| 2021 | Yes! OK!                           | Xuân Vãn đài Hồ Nam                                  | Biểu diễn cùng THE9                                        |
| 2021 | Hoa hồng, hoa hồng tôi yêu em      | Xuân Vãn đài Đông Phương                             | Biểu diễn cùng THE9                                        |
| 2021 | Not me                             | Đêm hội Weibo Night 2020                             | Biểu diễn cùng THE9                                        |
| 2021 |                                    | Concert online X-City                                | Biểu diễn cùng THE9                                        |
| 2021 |                                    | Đêm hội Kinh kì khám phá                             | Biểu diễn cùng nhóm nhỏ THE9                               |
| 2021 |                                    | Đêm hội 818 đài Hồ Nam                               | Biểu diễn cùng THE9                                        |
| 2021 | Điệu cha cha tình yêu              | Chương trình Like vì bài hát                         | Biểu diễn cùng THE9                                        |
| 2021 | Một rưỡi sáng                      | Chương trình Like vì bài hát                         | Biểu diễn cùng THE9                                        |
| 2021 | Comet                              | Concert online X-City                                | Sân khấu solo                                              |
| 2021 | Lion                               | Concert online X-City                                | Biểu diễn cùng nhóm nhỏ THE9                               |
| 2021 | Too Savage                         | Chương trình Like vì bài hát                         | Biểu diễn cùng An Kỳ, Lục Kha Nhiên                        |
| 2021 | Dị thú                             | Đêm hội Khai tâm Tmall 616                           | Biểu diễn cùng THE9                                        |
| 2021 |                                    | Đêm hội 818 đài Chiết Giang                          | Biểu diễn cùng THE9                                        |
| 2021 | Hoa đỗ quyên & Đánh trống hát vang | Đêm hội Thất tịch CCTV                               | Biểu diễn cùng Lưu Vũ Hân, Hứa Giai Kỳ                     |
| 2021 | Thất lưu bát lưu bất ly Phúc Châu  | Liên hoan phim quốc tế Con đường tơ lụa              | Biểu diễn cùng nhóm Diễn viên trẻ                          |
| 2021 | Thế giới tôi muốn nói với bạn      | Bế mạc Lễ trao giải Kim Kê Bách Hoa lần thứ 34       | Biểu diễn cùng nhóm Diễn viên trẻ                          |
| 2022 | Cô gái núi A Lý                    | Xuân vãn đài Giang Tô                                | Sân khấu solo                                              |
| 2022 | Nụ hôn của mẹ                      | Xuân Vãn đài Giang Tô                                | Biểu diễn cùng các tiền bối khác                           |
| 2022 | Black Cupid                        | Đêm hội Nguyên tiêu đài Giang Tô                     | Sân khấu solo                                              |
| 2022 | Life                               | Show Thanh âm trời ban                               | Biểu diễn cùng Hồ Ngạn Bân, Chu Tinh Kiệt                  |
| 2022 | Cả đời ít nhất nên có một lần      | Show Thanh âm trời ban                               | Biểu diễn cùng Hồ Hải Tuyền                                |
| 2022 | Có bạn là có cả thế giới           | Lễ trao giải Bách hoa lần thứ 36                     | Biểu diễn cùng Hoàng Minh Hạo, Quan Hiểu Đồng, Lý Trị Đình |
| 2022 | Thanh xuân hướng tới ánh dương     | Lễ trao giải Kim Kê lần thứ 35                       | Biểu diễn cùng nhóm Diễn viên trẻ                          |
| 2023 | Chiến binh đơn độc                 | Gala thường niên của phim truyền hình Trung Quốc CGM | Biểu diễn cùng Vinh Tử Sam, Yến Tử Đông, Phạm Soái Kỳ      |
| 2023 | Gọi chị đi                         | Show The rap of China 2023                           | Sân khấu solo                                              |
| 2023 | Shake that                         | Show The rap of China 2023                           | Sân khấu collab cùng Tiểu Bạch                             |
| 2023 | Lưu lạc địa cầu                    | Show The rap of China 2023                           | Sân khấu collab                                            |
| 2023 | Đáp án                             | Đêm hội Douyin kì diệu                               | Biểu diễn cùng Dương Khôn                                  |
| 2023 | No Fake Love                       | Concert tốt nghiệp THE9                              | Sân khấu solo                                              |
| 2024 | Gọi chị đi                         | Thịnh điển Đỉnh phong QQ Music                       | Sân khấu solo                                              |

## Chương trình truyền hình
| Năm  | Kênh               | Tên chương trình                           | Tập                    | Ghi chú                                 |
| 2016 | Mango TV           | Super Girl                                 |                        | Thí sinh                                |
| 2016 | Dragon TV          | Girls! Fighting                            | 12 tập                 | Thí sinh                                |
| 2018 | Dragon TV          | Trạm Kế Tiếp Truyền Kỳ (The Next Top Bang) | 12 tập                 | Thí sinh                                |
| 2020 | iQIYI              | Thanh Xuân Có Bạn 2                        | 24 tập                 | Thí sinh                                |
| 2020 | iQIYI              | Let's Party                                | 12 tập                 | Thành viên cố định                      |
| 2020 | Dragon TV          | Thử Thách Cực Hạn 6                        | Tập 12                 | Tham gia cùng THE9                      |
| 2020 | Mango TV           | Khu Rừng Nhỏ Diệu Kỳ                       | Tập 8+9                | Tham gia cùng Hứa Giai Kỳ               |
| 2020 | iQIYI              | Bữa Tối Bất Ngờ                            | Tập 8                  | Tham gia cùng Triệu Tiểu Đường          |
| 2020 |                    | Đã lên sàn! Đôn Hoàng                      |                        | Thành viên cố định                      |
| 2020 | Hồ Nam TV          | Happy Camp                                 |                        | Tham gia cùng THE9                      |
| 2020 | Chiết Giang vệ thị | Sự ra đời của diễn viên (mùa 3)            |                        | Người dự thi, vào Chung kết             |
| 2021 | Douyin             | Hardcore Youth's Snow Season               |                        | Ngôi sao tập sự                         |
| 2021 | MangoTV            | Ngày ngày tiến lên                         |                        | Khách mời                               |
| 2021 | Chiết Giang        | Vì ca mà thán                              | 3 tập                  | Khách mời (tham gia cùng THE9)          |
| 2021 | iQIYI              | Thanh xuân có bạn (mùa 3)                  | Tập 8                  | Khách mời đặc biệt (tham gia cùng THE9) |
| 2021 | iQIYI              | Lady's Club                                |                        | Thành viên cố định                      |
| 2021 | Dragon TV          | Thử thách cực hạn bảo tàng hành mùa 2      | Tập 8                  | Khách mời                               |
| 2021 | Tencent            | Lân gia thi thoại mùa 3                    | Tập 10                 | Khách mời                               |
| 2021 | iQIYI              | Xuất phát thôi! Lạc Dương                  | Tập 4                  | Khách mời                               |
| 2021 | Tencent            | Đạo diễn mời về chỗ                        |                        | Khách mời                               |
| 2022 | Mango TV           | Thiên thiên hướng thượng                   | Tập 1                  | Khách mời                               |
| 2022 | iQIYI              | Đại hội trượt tuyết siêu thú vị            | Tập ngày 25/02 - 26/02 | Khách mời                               |
| 2022 | Chiết Giang        | Thanh âm trời ban                          | Tập 10+11              | Khách mời                               |
| 2023 | iQIYI              | The rap of China 2023                      |                        | Khách mời                               |
| 2024 | Chiết Giang        | Chuyến du lịch đáng yêu                    | Tập 4                  | Khách mời                               |

## Phim

### Phim truyền hình
| Năm  | Kênh           | Tên                                      | Vai diễn         | Thể loại                                | Đạo diễn        | Bạn diễn                          | Số tập |
| ---- | -------------- | ---------------------------------------- | ---------------- | --------------------------------------- | --------------- | --------------------------------- | ------ |
| 2021 | iQIYI          | Con thân yêu (Left Right)                | Đổng Phàm        | Tình cảm gia đình, chính kịch           | Hồ Khôn         | Tần Hạo, Nhậm Tố Tịch, Nhiếp Viễn | 36     |
| 2022 | YOUKU          | Mê cung tuyết (The First Shot)           | Trương Tuyết Dao | Chính kịch, hình sự, phòng chống ma túy | Trương Nghệ Mưu | Hoàng Cảnh Du, Vương Tử Kỳ        | 24     |
| 202  | YOUKU          | Rèm ngọc châu sa (The Legend Of Jewelry) | Thôi Thập Cửu    | Kiếm hiệp, cổ đại                       | Tạ Trạch        | Triệu Lộ Tư, Lưu Vũ Ninh          | 38     |
| 2024 | iQIYI, Tencent | Lạp tội đồ giám 2 (Under The Skin 2)     | Ollie            | Trinh thám                              | Lưu Thù Xảo     | Đàn Kiện Thứ                      | 28     |

### Phim điện ảnh
| Năm        | Tên phim                    | Đơn vị sản xuất                                              | Đạo diễn         | Vai diễn              | Bạn diễn                                                                        | Nội dung |
| ---------- | --------------------------- | ------------------------------------------------------------ | ---------------- | --------------------- | ------------------------------------------------------------------------------- | --- |
| 2021       | Trở thành người chiến thắng | Chân lạc đạo văn hóa                                         | Nhậm Bằng        | Ngô Yến Yến           | Lý Thần, Lư Tịnh San, Đồ Tùng Nham, Tào Vệ Vũ, Đoạn Bác Văn, Lý Bình, Mâu Lương | Thương trường như chiến trường, trong cạm bẫy có cạm bẫy, đối đầu gay gắt, cuối cùng ai mới có thể trở thành người chiến thắng thực sự? |
| 01/03/2024 | Hắc cẩu                     | Công ty TNHH Sản xuất Phim và Truyền hình Bắc Kinh Mộng Khởi | Trương Kiệt Dũng | Nghiêm Hàm (nữ chính) | Vu Khiêm                                                                        | Phim được chuyển thể từ sự kiện có thật. Con trai của Tào Đông Bình (Vu Khiêm thủ vai) bất ngờ rơi từ trên một tòa nhà xuống và tử vong, nghi ngờ tự tử vì trầm cảm. Điều này khiến Tào Đông Bình không thể hiểu và chấp nhận được. Chính vì vậy, ông bắt đầu đi điều tra nguyên nhân cái chết của con trai mình. Khi bác sĩ Biên Mai nói với ông rằng con trai ông mắc chứng trầm cảm cười nặng, Tào Đông Bình đã vô cùng đau đớn và tự trách. Với sự giúp đỡ của "nhóc rắc rối" Nghiêm Hàm (Tạ Khả Dần thủ vai), Tào Đông Bình đã phát hiện ra rất nhiều thanh niên trẻ giống con trai mình trong một hội nhóm trầm cảm trên mạng mà con trai ông từng tham gia khi còn sống. Họ đều có ý muốn tự tử vì căn bệnh tâm thần này. Để thực sự hiểu về bệnh trầm cảm và những gì con trai đã trải qua trước khi chết, và cũng như để bù đắp cho con, Tào Đông Bình đã cùng Nghiêm Hàm 'giải cứu' những người muốn tự tử vì trầm cảm. Giữa hằng hà sa số nguy hiểm, căng thẳng, đấu tranh, đau đớn và ấm áp, họ đã cùng bắt đầu hành trình sửa chữa lỗi lầm. |

## Hoạt động khác

### Quảng cáo
| Năm  | Hãng quảng cáo       | Vị trí                                         | Ghi chú    |
| ---- | -------------------- | ---------------------------------------------- | ---------- |
| 2020 | Game Mobi Tru Tiên   | Người phát ngôn (cùng THE9)                    | Đã hết hạn |
| 2020 | Nước uống NONGFU TOT | Người phát ngôn (cùng Lưu Vũ Hân, Ngu Thư Hân) | Đã hết hạn |
| 2021 | Urban Decay          | Đại sứ thương hiệu khu vực Trung Quốc          |            |
| 2021 | First Aid Beauty     | Đại sứ thương hiệu                             | Đã hết hạn |
| 2022 | Maestro              | Người phát ngôn thương hiệu                    | Đã hết hạn |
| 2023 | Balmain              | Bạn thân thương hiệu                           |            |
| 2023 | Givenchy Make Up     | Bạn thân thương hiệu                           |            |

### Tạp chí & Thời trang
| Năm  | Tên tạp chí     | Số phát hành | Trang          | Ghi chú                             |
| ---- | --------------- | ------------ | -------------- | ----------------------------------- |
| 2020 | NYLON           | Tháng 7      | Chụp cùng THE9 |                                     |
| 2020 | YOHO!           | Tháng 8      | Chụp cùng THE9 |                                     |
| 2020 | Men's Health    | Tháng 8      | Chụp cùng THE9 |                                     |
| 2020 | KIKS            | Vol.38       | Trang trong    |                                     |
| 2021 | LOADING         | Tháng 3      | Bìa đơn        |                                     |
| 2021 | Harper's Bazaar | Tháng 4      | Trang trong    |                                     |
| 2021 | GRAZIA          | Kì 511       | Chụp cùng THE9 | Kỉ niệm tròn một năm debut của THE9 |
| 2021 | GRAZIA          | Số thứ 10    | Bìa đơn        | Tạp chí điện tử                     |
| 2022 | Mode            | Tháng 9      | Bìa đơn        |                                     |
| 2023 | Starshow        | Tháng 8      | Bìa đơn        |                                     |
| 2023 | ICON-F          | Tháng 10     | Bìa đơn        |                                     |
| 2023 | LINK            |              | Bìa đơn        |                                     |

- Tạ Khả Dần phát hành Photobook cá nhân THE9 Antimatter năm 2021.

## Giải thưởng
| Năm  | Giải thưởng                             | Hạng mục                                   | Tác phẩm tranh cử                                            | Kết quả   | Tham khảo |
| ---- | --------------------------------------- | ------------------------------------------ | ------------------------------------------------------------ | --------- | --------- |
| 2020 | Giải thưởng lưu hành âm nhạc Châu Á     | Tân binh ưu tú hàng năm                    |                                                              | Đoạt giải |           |
| 2021 | Liên hoan phim và truyền hình Sina 2020 | Tác phẩm OST truyền hình/ điện ảnh của năm | Ca khúc Wings (Đôi cánh) - OST Tạm biệt nhé! Tuổi thanh xuân | Đoạt giải |           |
| 2021 | Chung kết show Tôi là diễn viên mùa 3   | Ngôi sao tiềm năng                         |                                                              | Đoạt giải |           |
| 2024 | Thịnh điển Đỉnh phong QQ Music          | Nữ ca sĩ quyến rũ của năm                  |                                                              |           |           |